# Markiz Exeter

## Informacje ogólne

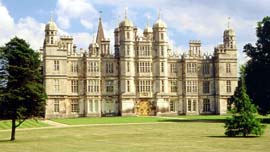
Burghley House w Stamford

- Dodatkowymi tytułami markiza Exeter są:
  - hrabia Exeter (od 1605 r.)
  - baron Burghley (od 1571 r.)
- Najstarszy syn markiza Exeter nosi tytuł lorda Burghley
- Rodową siedzibą markizów Exeter jest Burghley House w Stamford w Lincolnshire.

## Lista markizów Exeter
Markizowie Exeter 1. kreacji (parostwo Anglii)
- 1525–1538: Henry Courtenay, 1. markiz Exeter

Baronowie Burghley 1. kreacji (parostwo Anglii)

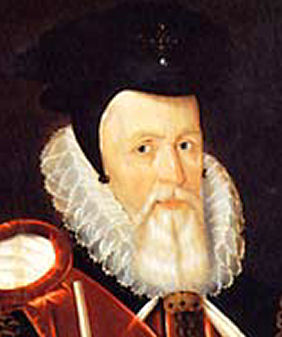
William Cecil, 1. baron Burghley

- 1571–1598: William Cecil, 1. baron Burghley
- 1598–1605: Thomas Cecil, 2. baron Burghley

Hrabiowie Exeter 1. kreacji (parostwo Anglii)
- 1605–1623: Thomas Cecil, 1. hrabia Exeter
- 1623–1640: William Cecil, 2. hrabia Exeter
- 1640–1643: David Cecil, 3. hrabia Exeter
- 1643–1678: John Cecil, 4. hrabia Exeter
- 1678–1700: John Cecil, 5. hrabia Exeter
- 1700–1721: John Cecil, 6. hrabia Exeter
- 1721–1722: John Cecil, 7. hrabia Exeter
- 1722–1754: Brownlow Cecil, 8. hrabia Exeter
- 1754–1793: Brownlow Cecil, 9. hrabia Exeter
- 1793–1801: Henry Cecil, 10. hrabia Exeter

Markizowie Exeter 1. kreacji (parostwo Zjednoczonego Królestwa)
- 1801–1804: Henry Cecil, 1. markiz Exeter
- 1804–1867: Brownlow Cecil, 2. markiz Exeter
- 1867–1895: William Alleyne Cecil, 3. markiz Exeter
- 1895–1898: Brownlow Henry George Cecil, 4. markiz Exeter
- 1898–1956: William Thomas Brownlow Cecil, 5. markiz Exeter
- 1956–1981: David George Brownlow Cecil, 6. markiz Exeter
- 1981–1988: William Martin Alleyne Cecil, 7. markiz Exeter
- 1988 -: William Michael Anthony Cecil, 8. markiz Exeter

Następca 8. markiza Exeter: Anthony John Cecil, lord Burghley